# Lesław Kowalczyk
Lesław Kowalczyk (ur. 1953 w Wojcieszowie) – artysta amator. 

## Życiorys
Od 1979 członek Grupy „RYS”. Od 1973 pracuje jako konserwator malarstwa i rzeźby w Muzeum Narodowym we Wrocławiu. Ukończył Szkołę Rzemiosł Artystycznych w Cieplicach. Ekslibrisem zainteresował się w 1979. Tworząc je stosował wiele technik metalowych, jak suchą igłę (głównie), mezzotintę, akwafortę i akwatintę. Brał udział w ponad 80 wystawach krajowych i zagranicznych, m.in. w Rzeszowie (1980, 1983), Malborku (1984), Rawiczu (1979, 1980, 1981), we Wrocławiu (1981) oraz w Lido (Włochy, 1979), Mediolanie (Włochy, 1980, 1981), Frederikshavn (Dania, 1981, 1982, 1983), Pesci (Włochy, 1982), Penna (Włochy, 1983), Oxfordzie (1982), Hamburgu (1983), a także w innych wystawach tematycznych w Czechosłowacji, NRD, Francji, Wielkiej Brytanii i na Węgrzech. Otrzymywał też liczne nagrody za ekslibris, jak w Rawiczu w 1981 (III nagroda), Warszawie w 1981 (III nagroda), w Malborku w 1984 (medal honorowy) i Kielcach w 1985 r. (III nagroda). 